# Liste der Flüsse in Ghana

Die Flüsse Ghanas

Dies ist eine Liste der Flüsse in Ghana. Ghana entwässert zum größten Teil über den Volta (etwa 70 % der Landesfläche). Das nächstkleinere Einzugsgebiet ist das des Pra. Daneben gibt es noch eine Vielzahl an Küstenflüssen, die direkt in den Golf von Guinea entwässern.

## Volta

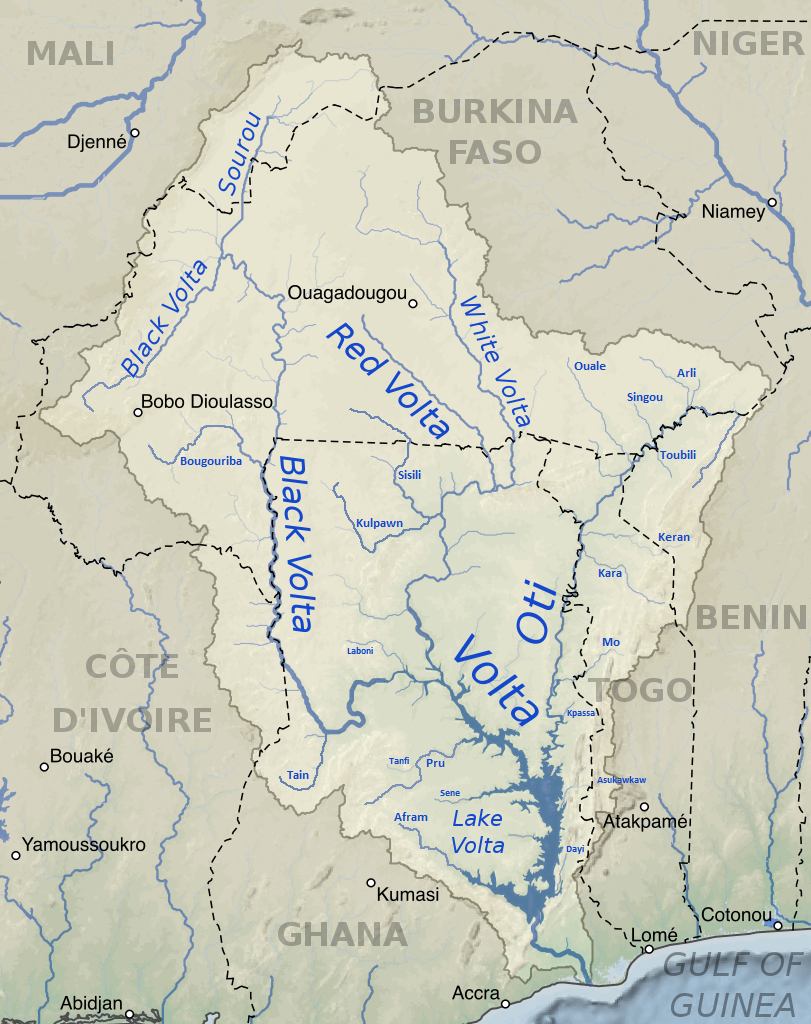
Das Volta-Einzugsgebiet

- Aklakpa
- Todzie

### Oti(Pendjari)
- Pembik
- Yambatew
  - Tanja
- Mo (Tankpa)

### Schwarzer Volta(Mouhoun)
- Kambo
- Kule
- Dagere
- Gbongbon
- Tain
  - Nimpeni
  - Tombe

### Weißer Volta(Nakambé)
- Morago
- Roter Volta (Nazinon)
- Agrumatue
- Asibilika
- Kulpawn
  - Sissili
    - Puruku

  - Felin
    - Nyuprusi
- Nasia
  - Mobe
  - Kpembik
- Nabogo
- Mole

### Volta-See
- Laboni
- Mawli
  - Jolo
- Daka
- Kpassa
- Pru
  - Tanfi
- Asukawkaw
- Senne
- Buna
- Obosum
- Afram
- Dayi

## Pra

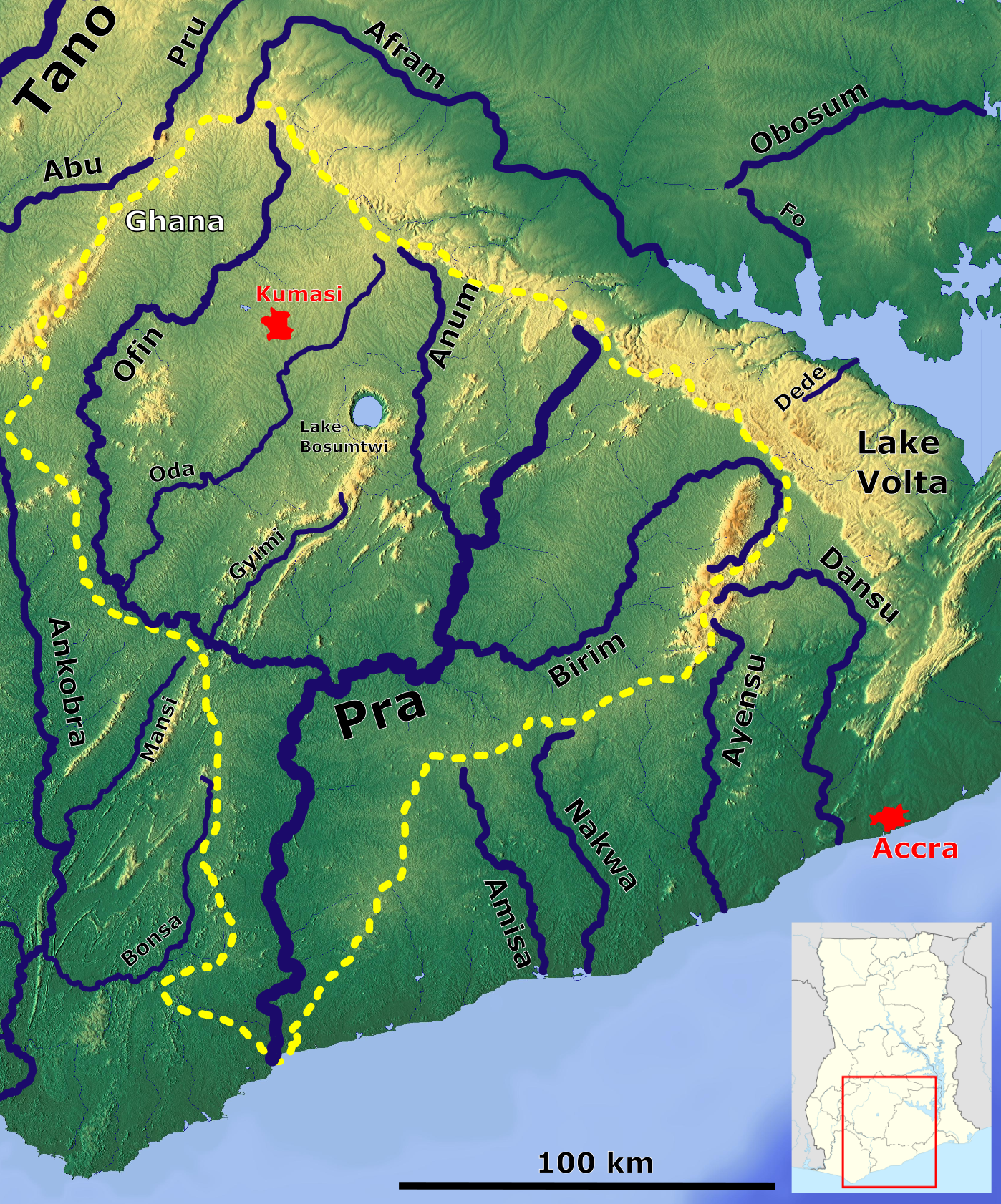
Das Pra Einzugsgebiet

- Anum
- Birim
- Offin
  - Oda

## Weitere

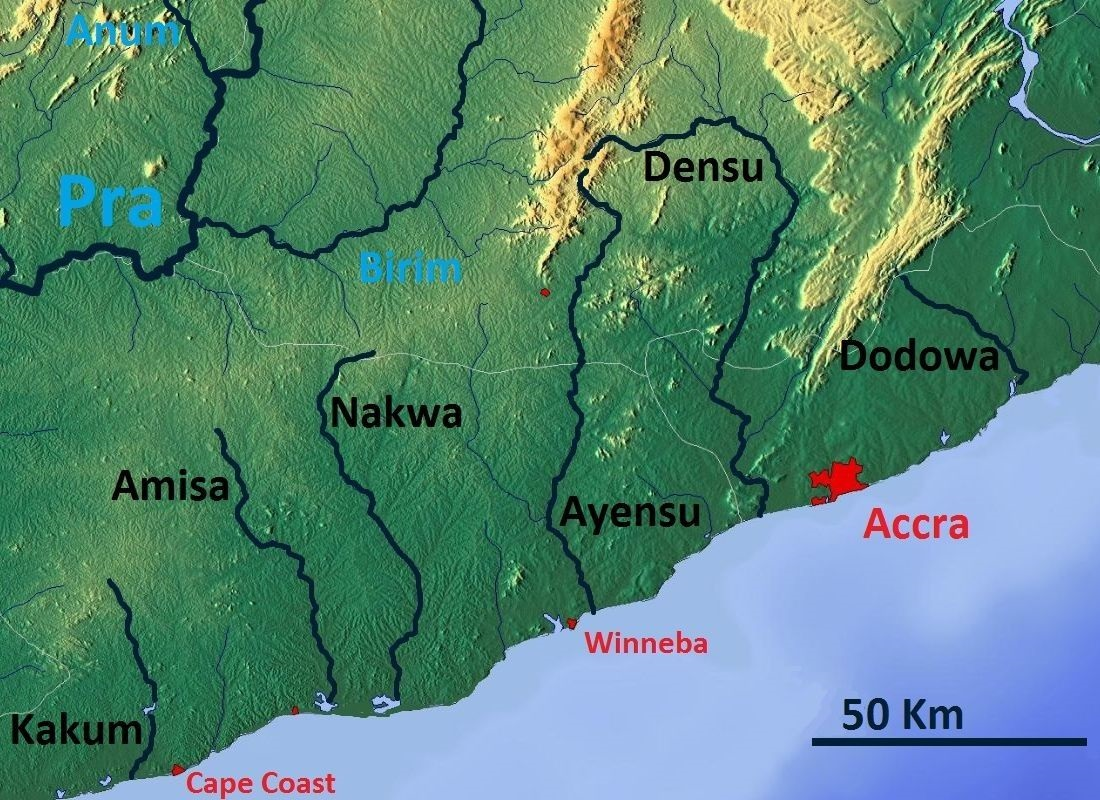
Die Küstenflüsse zwischen Pra und Accra

- Bia
  - Sui
- Tano
  - Amama
  - Yoyo
- Ankobra
  - Mansi
  - Bonsa
  - Hwini
- Butre
- Kakum
- Amisa
- Nakwa
- Ayensu
- Densu
- Dodowa
- Aka

## Einzugsgebiets Aufteilung
Einzugsgebietaufteilung des Landes in Prozent:
| Flüsse         | Einzugsgebiet in km² | Prozent der Landesfläche |
| -------------- | -------------------- | ------------------------ |
| Volta          | 167.692              | 70,3                     |
| Pra            | 22.106               | 9,3                      |
| Tano           | 13.950               | 5,8                      |
| Ankobra        | 8.403                | 3,5                      |
| Densu          | 2.490                | 1,0                      |
| Weitere Flüsse | 23.896               | 10,0                     |
| Summe          | 238.537              | 100                      |